# Giovanni Tamburelli (artista)
Giovanni Tamburelli (Torino, 1º ottobre 1952) è un artista, scultore e poeta italiano.

## Biografia
Figlio, nipote e pronipote di fabbri, ha svolto studi grafici all’Istituto Paravia di Torino e ha inizialmente indirizzato il suo estro creativo verso la scrittura poetica, pubblicando tra l’altro nel 1991 il poema La Creazione che attrasse l’attenzione di Giorgio Calcagno. Col tempo si è fatto conoscere per le sculture e i fantasiosi arredi in ferro e le pitture ispirate a un immaginario zoomorfo e onirico.
A fine anni Ottanta, l’incontro con Maurizio Corgnati a Maglione (TO) lo introduce al mondo dell’arte. Diventa amico di scrittori come Lodovico Terzi, Fabrizio Dentice e di artisti come Enrico Colombotto Rosso e Aldo Mondino, insieme a cui pubblicherà un libro d’artista Codice amaro (Milano, Artisti&artisti 1997).
Nel 1996 alla Galleria Antonia Jannone di Milano si tiene la sua prima personale, «Un acquario di ferro», dove sono presentate sculture in metallo che hanno per soggetto i pesci, animali che diventeranno distintivi della sua arte.

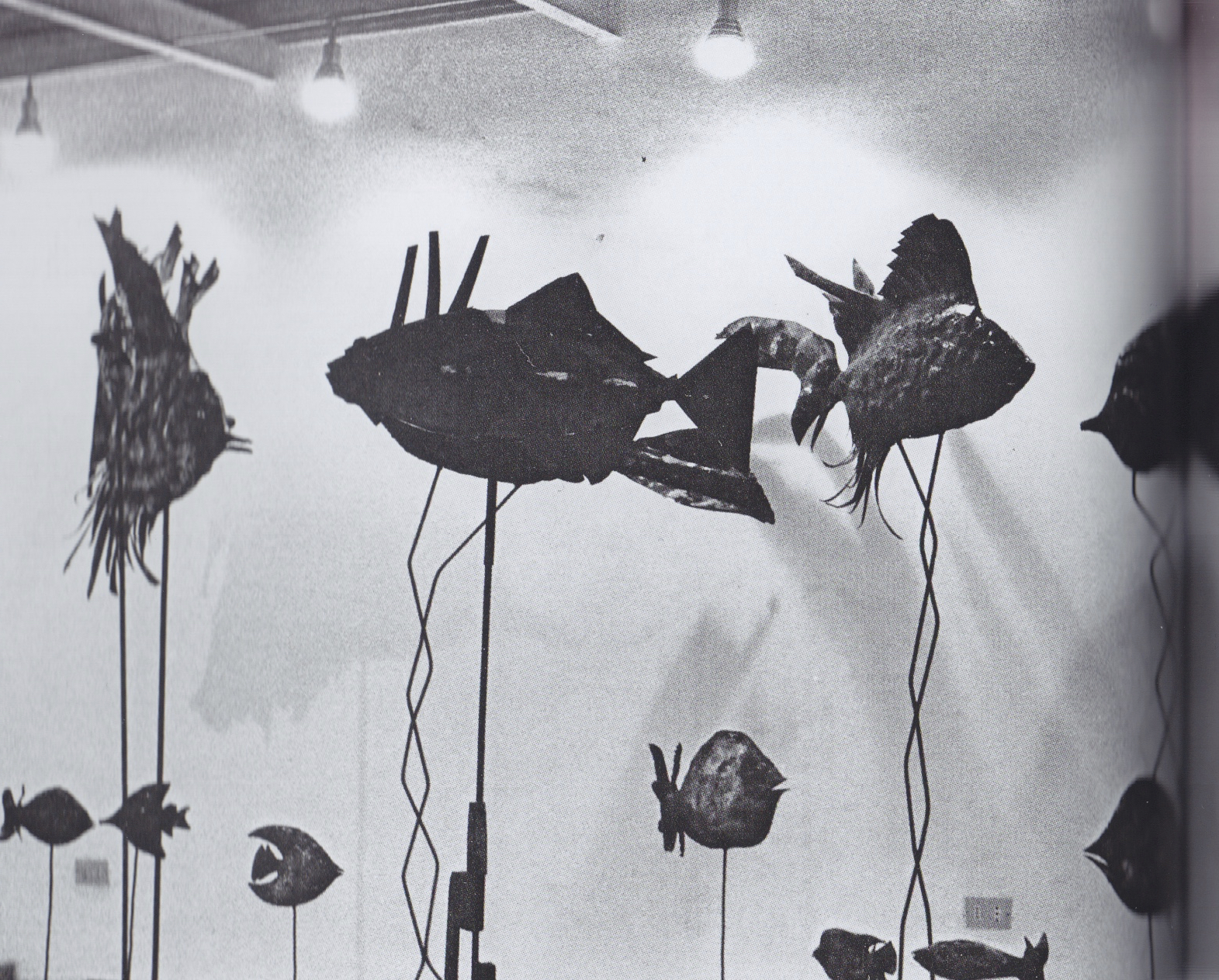
Veduta dell'inaugurazione della mostra «Un acquario di ferro», Milano, Galleria Antonia Jannone (giugno 1996)

Negli anni Novanta espone tra l’altro alla Cavallerizza di Torino (aprile 1998), alla galleria Il Triangolo Nero di Alessandria (1997 e 1999), a Bologna nello Stand Allemandi ad Artefiera 99.
Nel 2003 pubblica una monografia per Allemandi Miró con un lungo testo critico di Marisa Vescovo e un importante saggio di Ernesto Ferrero, già direttore del Salone del Libro.
Negli anni Duemila si moltiplicano le occasioni per mostre personali e gli inviti a rassegne collettive. Tra le personali di quel decennio sono da ricordare nel 2004 «Arcanofuoco» alla Rocca Sanvitale di Fontanellato (PR); nel 2005 «Mythologie des Songes», esposizione di acquerelli presentata Frédérick Tristan (Prix Goncourt 1983) alla Galerie Caractères di Parigi e poi a Torino alla Ermanno Tedeschi Gallery; nel 2007 «Il paese della creazione» alla Biblioteca Cantonale di Lugano, personale introdotta dallo scrittore Sebastiano Vassalli e l'ampia monografica «L’arredo dell’assurdo» alla Villa Vidua di Conzano (AL), curata da Guido Curto, attuale direttore del Consorzio delle Residenze Reali Sabaude e della Reggia di Venaria.
Nella prima metà degli anni Duemila diventa amico di Nico Orengo, con cui architetta tra l’altro un evento a Isolabona nel luglio 2007.
Nel 2009 pubblica un libro ispirato alla tradizione degli emblemi rinascimentali insieme al grande scrittore francese Frédérick Tristan.

Copertina del volume Emblèmes di Frédérick Tristan e Giovanni Tamburelli (2009)

Il decennio seguente si apre con una personale a Il Fondaco di Bra (CN) «Zooarius» (2010), accompagnata da un catalogo introdotto da Gillo Dorfles, che scrive di apprezzare negli arredi di Tamburelli «la notevole inventiva fantastica che li fa vivere in un universo del tutto lontano dalla consueta prospettiva d’un “ambiente borghese”»; Carlo Petrini, nell’occasione, gli dedica un ritratto nella rubrica di «la Repubblica» Storie di Piemonte.
Nel 2011 è invitato alla 54ª Biennale Internazionale di Venezia ed espone al Padiglione Italia all’Arsenale l'installazione in ferro e smalto intitolata «Trofei». 

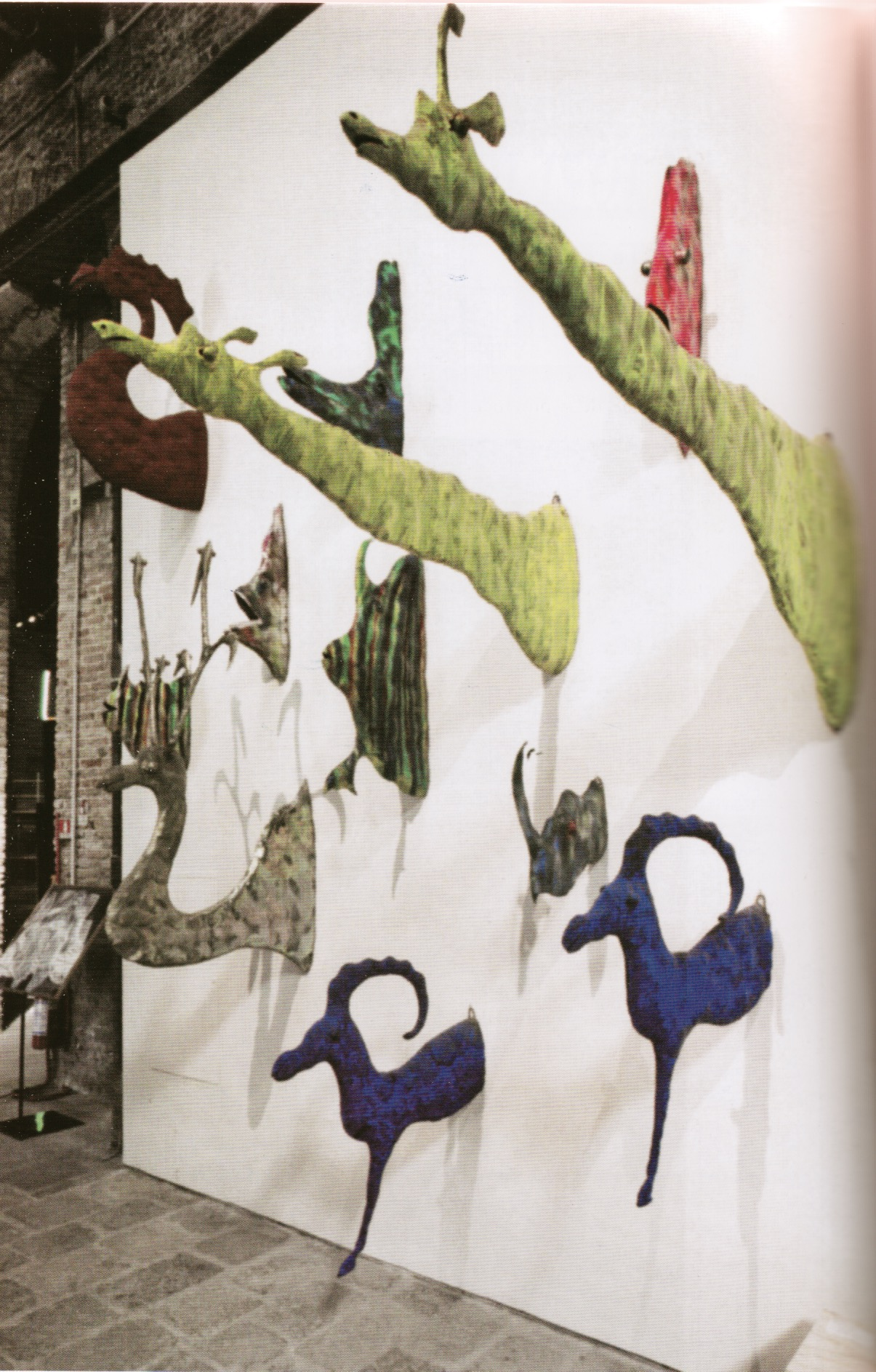
«Trofei», l'installazione di Tamburelli presentata alla Biennale del 2011

Tra le occasioni espositive degli anni seguenti vanno ricordate nel 2013 «Nel disordine delle cose» alla Fondazione Tito Balestra di Longiano (FC), «Zoologia parallela» alla Galleria Jannone di Milano e nel 2015 «Mandrie Matte», mostra dedicata alla serie delle Mucche, sviluppata a partire dal 2010, allestita nella ex chiesa di Sant’Antonio a Fossano (CN).
Negli anni Dieci, alla pluridecennale produzione di opere in ferro e di pitture ad acquerello e tecnica mista, inizia anche ad affiancare lavori fusi in bronzo.
Nel 2016 esce a Torino per Allemandi Hotel du Tambour, articolata monografia, a cura di Alessandra Ruffino,  che sintetizza vita, opere, incontri e carriera dell’artista, oltre a raccogliere una consistente antologia critica e a essere fornita di apparati.
Negli ultimi anni del decennio inizia a dedicarsi alla lavorazione della ceramica in un laboratorio di Albissola (SV) e alla fine del 2019 presenta per la prima volta in pubblico le sue ceramiche in una mostra curata da Anty Pansera.

## Serie iconografiche
Oltre a produrre cornici, sedie, tavoli, vasi e oggetti dal design estroso, nel corso dei decenni, Giovanni Tamburelli ha spesso eseguito serie iconografiche ben definite. Alle iniziali sculture dedicate a pesci e rane, hanno fatto seguito altre serie sviluppate con successo: Insetti e Zanzare (queste ultime realizzate anche su scala monumentale), gli Uccelli (che furono oggetto della grande installazione site-specific «Volario» alla Galleria Carlina di Torino nel settembre 2007), le «Mandrie Matte» (ovvero mucche, tori e asini) e i Gufi. 

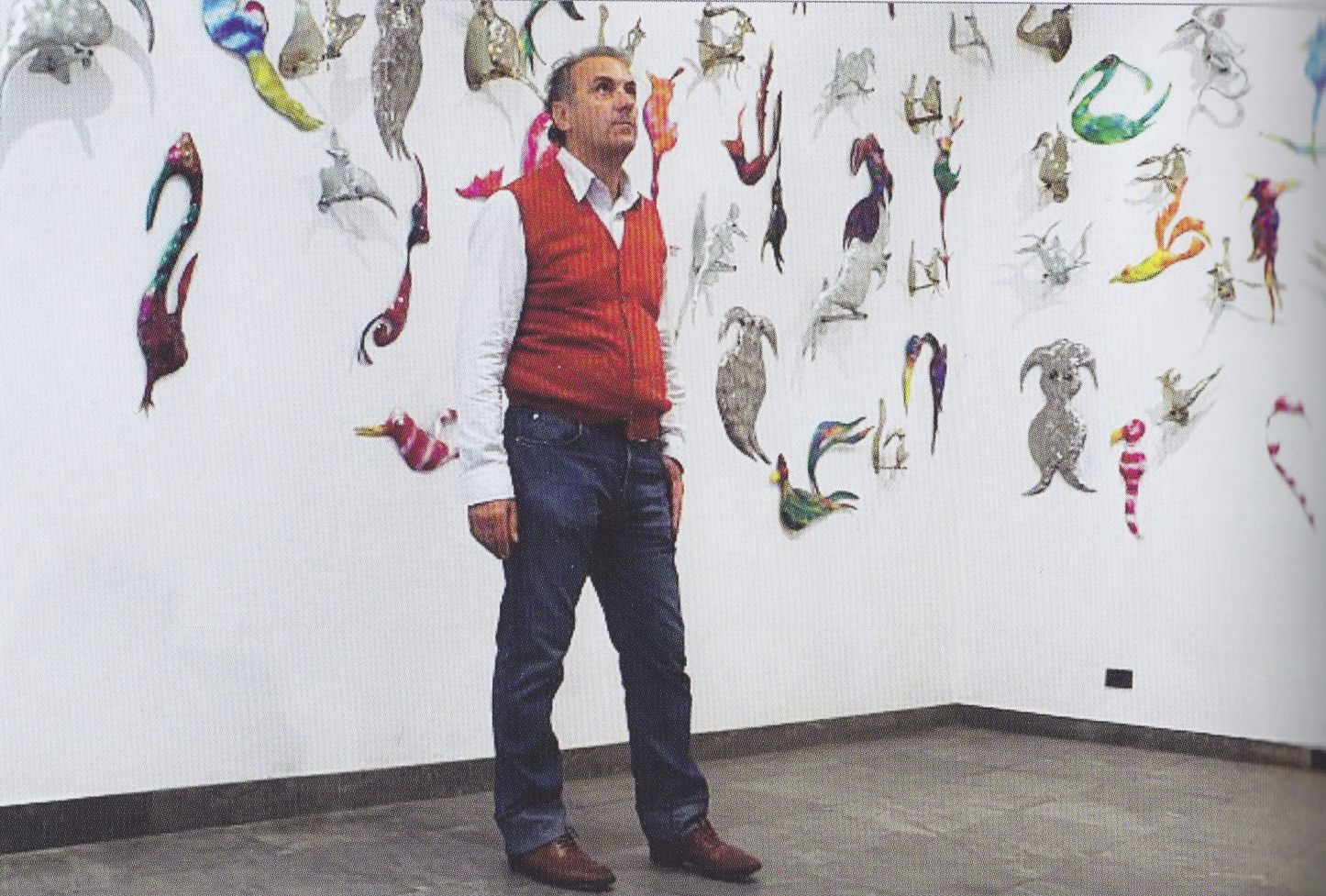
«Volario», installazione presentata alla Galleria Carlina di Torino nel settembre 2007

Verso la metà degli anni Duemila, inoltre, ha dedicato parte del suo lavoro all'arte ebraica realizzando opere in tessuto e sculture (un suo parokhet si conserva al Tempio Ebraico di Vercelli e una sua Chanukkiah al Museo dei Lumi di Casale Monferrato).

## Opere poetiche, libri d’artista e collaborazioni
La passione per i libri, per la scrittura, e segnatamente per la poesia e la fiaba, ha fatto sì che Giovanni Tamburelli pubblicasse alcune raccolte e altre plaquette dagli anni Ottanta in poi. L’elenco delle pubblicazioni letterarie comprende:
Il fonditore di campane, Babbomorto Editore, Imola 2020 (69 esemplari numerati a mano).
Ocrisia, Prefazione di Marzio Pieri. Longiano, Fondazione Tito Balestra, 2015.
Fabulario, Prefazione di Alessandra Ruffino. Milano, Viennepierre edizioni 2008.
La Creazione, con note introduttive di Giampaolo Dossena e Lodovico Terzi e Maurizio Corgnati. Milano, Arcadia 1991.
Cerimonie, prefazione di Giorgio Bárberi Squarotti. Torino, Genesi 1984.
Le Stagioni, Fossalta di Piave, Rebellato 1981. 

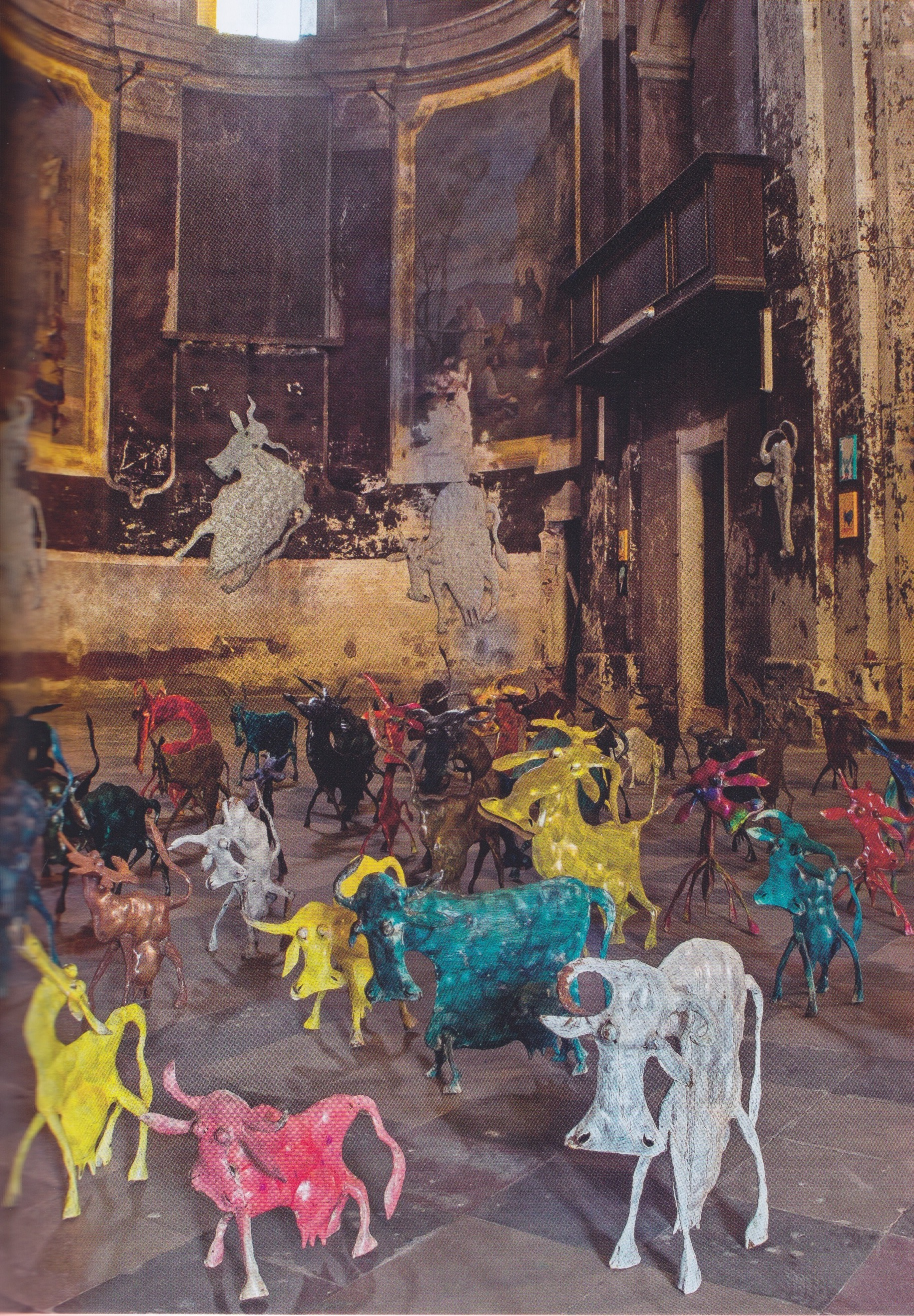
«Mandrie Matte», Fossano (CN), ex chiesa di Sant'Antonio (2015)

La lista delle collaborazioni editoriali include:
Dario Fusaro & Giovanni Tamburelli, Follie, Commenti di Silvana Casarotto. Ex Gufis-Grafica Santhiatese, Santhià 2020.
Storia dei due asini con un occhio solo, Fiaba di Giovanni Tamburelli, illustrazioni di Nella Piantà. Edizioni L.C by C.L., Ivrea 2017 (49 copie).
Michel Butor - Daniele Ferroni - Giovanni Tamburelli, Altesses de la basse-cour | Altezze dell’aia, Éditions Notari, Ginevra 2016 (bilingue FR/IT).
Le donne e l’ulivo, dal simbolo all'opera, poesia di Sandra Reberschak, disegno di G. Tamburelli, stampato in occasione della presentazione del progetto «Trait d’Union - Arte per la pace», promosso da Adei-Wizo, Torino, 17 maggio 2015 (100 copie).
Silvia Fanti, La zanzara da compagnia. Con una microscultura di G. Tamburelli. Edizioni Lumacagolosa, s.l. 2015 (33 copie).
Daniele Ferroni, Nel disordine delle cose. Giovanni Tamburelli e il suo atelier. Testi di Michel Butor e Dato Magradze, postfazione di Massimo Balestra. Fondazione Tito Balestra, Parma 2013.
Michel Butor, Nel disordine delle cose, fotografie di Daniele Ferroni. Edizioni Lumacagolosa, Lucinges-Saluggia-Bagnacavallo 2013.
Giovanni Tamburelli - Frédérick Tristan, Emblèmes, Bousloup, Editions du Moulin de l’Etoile 2009.
Tarocchi | Arcani di colore, arcani di parole, A cura di Giovanna Ioli e Alessandra Ruffino, tavole di Giovanni Tamburelli (testi di A. Allemandi, P. Barone, A. Casiraghy, J. Insana, G. Ioli, G. Maldifassi, P, Mastrocola, L. Mesiano, D. Molinari, N. Orengo, D. Papotti, M. Pieri, R. Rossi Precerutti, C. Salvago Raggi, L. Terzi e F. Tristan). Novara, Interlinea 2009.
Marzio Pieri, Naturklang per Giovanni Tamburelli. Con un poscritto di Alessandra Ruffino e un’alchimia di Marco Albertazzi. Lavis, La Finestra 2008.
Luigi Pulci, El famoso Morgante, nella versione di Modena. A cura di Marzio Pieri & Luana Salvarani, con un invio di Marco Albertazzi e 12 disegni di Giovanni Tamburelli. Lavis, La Finestra 2008.
Enrico Colombotto Rosso - Giovanni Tamburelli, Gattomanzia, Torino, Edizioni Antonio Attini 2001.
Enrico Colombotto Rosso - Giovanni Tamburelli, Bestiario per adulti, Torino, Edizioni Antonio Attini 2000.
Aldo Mondino - Giovanni Tamburelli, Codice amaro. Disegni originali di Aldo Mondino realizzati per la fiaba di Giovanni Tamburelli nel 1994 nelle campagne del Monferrato. Milano, Artisti&artisti 1997.
Vulpes Vulpes. Disegni di Vito Boggeri. Alessandria, Il Triangolo Nero 1997.
Gareth Fisher - Giovanni Tamburelli, Breath Poems, Traduzione dall’italiano all’inglese di Lodovico Terzi. Dundee, Duncan of Jordanstone College 1997 (bilingue IT/EN).
Enrico Colombotto Rosso - Giovanni Tamburelli, L’ombra del pioppo. Con 24 litografie di Enrico Colombotto Rosso. Vercelli, Ex Gufis 1997.
Giovanni Tamburelli - Weiner Vaccari, Il Destino, Con 11 incisioni di Weiner Vaccari. Modena, Roberto Gatti editore 1996.
Notturni, Illustrazioni di Gianni Baretta. Alessandria, Il Triangolo nero 1996.
Dieci poesie, Con cinque carte di Giampiero Viglino, prefazione di Janus. Vercelli, Ex Gufis 1995.
Giovanni Tamburelli - Santo Tomaino, Lumina, Con otto xilografie di Santo Tomaino, prefazione di Michele Lepore. Vercelli, Ex Gufis 1994.
Il Sogno, Con tre tavole di Lucio Bulgarelli, prefazione di Martina Corgnati. Vercelli, Ex Gufis 1994.
Da ricordare, inoltre, che dalla sua amicizia con Alberto Casiraghy, fondatore delle Edizioni Pulcinoelefante, sono derivate a partire dal 2006 diverse decine di libretti d’artista nei quali poesie e aforismi di scrittori di fama sono state illustrate da Tamburelli con acquerelli originali.